# Ystihver
De Ystihver is een geiser op IJsland. IJsland is bij vele mensen mede bekend vanwege de vele geisers die er op voor zouden komen. Zo is de naam geiser van de Geysir afgeleid, een grote geiser die vroeger actief was. In werkelijkheid zijn de huidige geisers op IJsland niet echt spectaculair meer om te zien. Alleen de Strokkur is op dit moment de enige die aan de verwachtingen van een geiser voldoet. 
De Ystihver (Noordelijkste warme bron) ligt in het geothermale veld Hveravellir in Reykjadalur, Noord-IJsland. Het is een geiser waarvan de activiteit laag is. Er komt geen fontein heet water omhoog, maar meer een flinke gasbel die het water slechts een halve meter omhoog doet stuwen. De Ystihver is de grootste warme bron van Hveravellir en in vroeger tijden was het daardoor ook de grootste geiser van Noord-IJsland. Nadat men zo'n 40 jaar geleden in de onmiddellijke nabijheid naar warm water is gaan boren, is de activiteit van de geiser een stuk minder geworden. Een paar meter van de Ystihver ligt de warme bron Strokkur (Karnton) die nu is afgedekt om het warme water op te kunnen vangen (op de foto is linksachter de geiser nog net de betonnen opvangbak zichtbaar).
In het Hveravellir-gebied liggen nog meer warme bronnen en twee daarvan zijn geisers. De Uxahver (Ossen warme bron) ligt ten zuiden van de Ystihver en was in vroeger tijden de meest actieve en de meest bekende geiser van Noord-IJsland. Het waterniveau in de geiser is kunstmatig verlaagd waardoor de hoogte van de erupties ia afgenomen en de activiteit is toegenomen. Nog verder naar het zuiden ligt de Syðstihver (Zuidelijkste warme bron), een geiser met twee openingen. Na een aardbeving in 1872 erupteert hij niet meer en stroomt er alleen nog maar warm water uit. Beide geisers zijn nu ten behoeve van de warmwatervoorziening voor de boerderijen en de kassen in de omgeving afgedekt.
Een andere plaats op IJsland met een geiser is Hveragerði, een klein plaatsje in het zuiden met de kleine en niet frequent spuitende Grýla.
Vlak bij Reykholt (in het Borgarfjörðurdistrict) ligt Vellir, een voormalige geiser in een riviertje.
De andere geisers op IJsland zijn ten behoeve van de warmwatervoorziening afgedopt, zoals de Reykholtshver bij Reykholt, Árnessýsla.